# Canton d'Aigues-Mortes
Le canton d’Aigues-Mortes est une division administrative du département du Gard, dans l’arrondissement de Nîmes.

## Histoire
- Le canton d'Aigues-Mortes a été créé en 1801[1].
- Lors de la création des départements, pendant la période révolutionnaire, le canton d’Aigues-Mortes était initialement situé dans l’Hérault. Une légende raconte que le 23 octobre 1790, un accord a eu lieu pour un échange entre le canton de Ganges et celui d’Aigues-Mortes qui donne au Gard un débouché maritime[3],[4]. Cette affirmation est cependant contestée.
- De 1833 à 1848, les cantons d'Aigues-Mortes et de Vauvert avaient le même conseiller général. Le nombre de conseillers généraux était limité à 30 par département[5].
- Un nouveau découpage territorial du Gard entre en vigueur à l'occasion des élections départementales de mars 2015, défini par le décret du 24 février 2014[2], en application des lois du 17 mai 2013 (loi organique 2013-402 et loi 2013-403)[6]. Les conseillers départementaux sont, à compter de ces élections, élus au scrutin majoritaire binominal mixte. Les électeurs de chaque canton élisent au Conseil départemental, nouvelle appellation du Conseil général, deux membres de sexe différent, qui se présentent en binôme de candidats. Les conseillers départementaux sont élus pour 6 ans au scrutin binominal majoritaire à deux tours, l'accès au second tour nécessitant 12,5 % des inscrits au 1er tour. En outre la totalité des conseillers départementaux est renouvelée. Ce nouveau mode de scrutin nécessite un redécoupage des cantons dont le nombre est divisé par deux avec arrondi à l'unité impaire supérieure si ce nombre n'est pas entier impair, assorti de conditions de seuils minimaux[7]. Dans le Gard, le nombre de cantons passe ainsi de 46 à 23. Le nombre de communes du canton d'Aigues-Mortes passe de × à 7.
- Le nouveau canton d'Aigues-Mortes est formé de communes des anciens cantons d'Aigues-Mortes (3 communes), de Rhôny-Vidourle (3 communes) et de Sommières (1 commune). Le canton est entièrement inclus dans l'arrondissement de Nîmes. Le bureau centralisateur est situé à Aigues-Mortes.

## Représentation

### Juges de paix
| Période | Période     | Identité                  | Fonction précédente                                    | Observation |
| ------- | ----------- | ------------------------- | ------------------------------------------------------ | ----------- |
| 1790    | 1793        | Antoine Bédaride          |                                                        | -           |
| 1793    |             | Antoine Imbert            |                                                        | -           |
| 1793    |             | Jacquet ?                 |                                                        | -           |
| 1794    |             | Vidal ?                   |                                                        | -           |
| 1796    | années 1820 | Antoine Théaulon          |                                                        | -           |
| -       | -           | -                         |                                                        | -           |
| 1825    | 1830        | Jean-Baptiste de Bonafoux |                                                        | -           |
| 1830    | 1831        | Saint-Ange Gaillard       | Avoué                                                  | -           |
| 1831    | 1833        | Jean Mammès               |                                                        | -           |
| 1833    | 1859        | Jacques Teissier          |                                                        | -           |
| 1859    | 1868        | Léonce Allut              | Maire d'Aimargues                                      | -           |
| 1869    | 1874        | Paul Imberton             |                                                        | -           |
| 1874    | 1878        | Charles Vézian            | Conseiller de l'arrondissement de Nîmes pour le canton | -           |
| 1878    | 1880        | Philippe Coullet          | Juge de paix du canton de Luc-en-Diois                 | -           |
| 1880    | 1895        | Jean Hugon                | Juge de paix du canton d'Alzon                         | -           |
| 1895    | 1907        | Auguste Langeron          | Avoué                                                  | -           |
| 1907    | 1914        | Adam Niewiarowicz         | Juge de paix du canton de Chantelle                    | -           |
| 1914    | 1920        | Jean Boissier             | Juge de paix du canton de Bourg-de-Péage               | -           |

### Conseillers d'arrondissement
| Période | Période          | Identité                   | Étiquette             | Qualité                                                                                           |
| ------- | ---------------- | -------------------------- | --------------------- | ------------------------------------------------------------------------------------------------- |
| 1833    | 1839             | Jean Vigne-Malbois         |                       | Maire d'Aigues-Mortes (1830-1840)                                                                 |
| 1839    | 1842             | Adrien Collet              |                       | Maire d'Aigues-Mortes (1840-1859)                                                                 |
| 1842    | 1845             | Jean-Louis Trouchaud-Loche |                       | Propriétaire à Saint-Laurent-d'Aigouze                                                            |
| 1845    | 1848             | Adrien Collet              |                       | Maire d'Aigues-Mortes                                                                             |
| 1848    | 1852             | Jean-Louis Trouchaud-Loche |                       | Propriétaire à Saint-Laurent-d'Aigouze                                                            |
| 1852    | 1867             | Charles-Philippe Gros      |                       | Négociant à Marseille                                                                             |
| 1867    | 1871             | Charles Dupuy              |                       | Entrepreneur, conseiller municipal d'Aigues-Mortes (1865-1870)                                    |
| 1871    | 1874             | Charles Vézian             |                       | Juge de paix à Aigues-Mortes                                                                      |
| 1874    | 1880             | Gonzague Aguillon          | Républicain           | Notaire, maire d'Aigues-Mortes (1879-1884)                                                        |
| 1880    | 1883             | Raymond Coconas            | Républicain           | Adjoint au maire d'Aigues-Mortes                                                                  |
| 1883    | 1892             | Alphonse Crouzet           | Républicain           | Vétérinaire, maire de Saint-Laurent-d'Aigouze                                                     |
| 1892    | 1898             | Eugène Sol                 | Radical               | Propriétaire à Aigues-Mortes                                                                      |
| 1898    | 1907             | Hippolyte Contrepas        | Socialiste            | Tonnelier à Saint-Laurent-d'Aigouze                                                               |
| 1907    | 1907 (démission) | Ernest Ferroul             | SFIO-Défense viticole | Médecin, ancien député de l'Aude                                                                  |
| 1907    | 1919             | Henri Encontre             | Radical               | Propriétaire à Saint-Laurent-d'Aigouze                                                            |
| 1919    | 1937             | Honoré Fabre               | SFIO puis Soc.ind.    | Propriétaire à Aigues-Mortes                                                                      |
| 1937    | 1940             | Émile Hugon                | PC-SFIC               | Ouvrier agricole, maire de Saint-Laurent-d'Aigouze Déchu de ses mandats en 1940 (décret Daladier) |

### Conseillers généraux
| Période                                  | Période                   | Identité                          | Étiquette              | Qualité |
| ---------------------------------------- | ------------------------- | --------------------------------- | ---------------------- | --- |
| 1833                                     | 1848                      | Jean-Antoine Maurin               |                        | Juge de paix à Vauvert |
| 1848                                     | 1852 (décès)              | Jacques-Stanislas Malbois         |                        | Propriétaire, premier adjoint au Maire d'Aiguesmortes |
| 1852                                     | 1852 (démission)          | Charles de Calvière               | Légitimiste            | Propriétaire Député au Corps Législatif (1852) |
| 1852                                     | 1856                      | Elzéar de Moynier                 |                        | Propriétaire à Nîmes |
| 1856                                     | 1871                      | Adolphe Valz                      |                        | Propriétaire à Nîmes |
| 1871                                     | 1880                      | Charles-Philippe Gros (1825-1905) | Droite                 | Négociant à Marseille, ancien conseiller d'arrondissement |
| 1880                                     | 1886                      | Gonzague Aguillon                 | Républicain            | Notaire Maire d'Aiguesmortes (1879-1884) |
| 1886                                     | 1892 (décès)              | Paul Castelnau                    | Républicain            | Propriétaire à Aiguesmortes |
| 1892                                     | 1893 (annulation)         | Alphonse Crouzet                  | Républicain            | Vétérinaire, maire de Saint-Laurent-d'Aigouze, conseiller d'arrondissement |
| 1893                                     | 1898                      | Jean Raynaud                      | Républicain libéral    | Médecin à Nîmes |
| 1898                                     | 1919                      | Eugène Sol                        | Rad.                   | Propriétaire Maire d'Aigues-Mortes (1903-1909 et 1910-1912), conseiller d'arrondissement |
| 1919                                     | 1928                      | Hubert Rouger                     | SFIO                   | Directeur d'une imprimerie coopérative ouvrière, journaliste Député du Gard (1910-1919, 1924-1942) Maire de Nîmes (1909-1910 et 1925-1940)                                                                        |
| 1928                                     | 1941 (démission d'office) | Antonin Revest                    | Rad.                   | Propriétaire Maire du Grau-du-Roi (1925-1940) Révoqué par le Gouvernement de Vichy |
|                                          |                           |                                   |                        | |
| 1942                                     | 1945                      | Jean Tourette                     |                        | Président de la délégation spéciale d'Aigues-Mortes Nommé conseiller départemental en 1942 |
|                                          |                           |                                   |                        | |
| 1945                                     | 1961                      | Jean Bastide                      | SFIO puis PSA puis PSU | Médecin, directeur du sanatorium du Grau-du-Roi |
| 1961                                     | 1967                      | André Fabre                       | PCF                    | Maire d’Aigues-Mortes (1959-1965) |
| 1967                                     | 1973                      | Jean Bastide                      | SFIO puis PS           | Député de la 2e circonscription du Gard (1973-1978) Maire du Grau-du-Roi (1965-1983) |
| 1973                                     | 1985                      | Sodol Colombini                   | PCF                    | Employé aux Salins du Midi Maire d’Aigues-Mortes (1977-1989) |
| 1985                                     | 2002                      | Étienne Mourrut                   | RPR                    | Commerçant retraité Député de la 2e circonscription du Gard (2002-2012) Maire du Grau-du-Roi (1983-2014) |
| 2002                                     | 2015                      | Léopold Rosso                     | RPR puis UMP           | Retraité de l'enseignement Adjoint au maire (1989-2014) puis conseiller municipal du Grau-du-Roi depuis 2014 Président (2008-2014) puis vice-président de la Communauté de communes Terre de Camargue depuis 2014 |
| Les données manquantes sont à compléter. |                           |                                   |                        | |

Depuis 1988, le canton fait partie de la deuxième circonscription du Gard.

#### Résultats électoraux

##### Élections cantonales de 1998
1er tour :
- Étienne Mourrut (RPR), 2 971 voix, 43,16 %
- Robert Crauste (PS), 1 681 voix, 24,42 %
- Julien Longo (FN), 1 066 voix, 15,49 %
- Jean-Pierre Bas (PCF), 943 voix, 13,70 %
- Marie-José Berger (SE), 127 voix, 1,85 %
- Robert Bérenguier (SE), 95 voix, 1,38 %

2e tour :
- Étienne Mourrut (RPR), 3 913 voix, 58,08 %
- Robert Crauste (PS), 2 824 voix, 41,92 %

##### Élections cantonales partielles de 2002
1er tour :
- Léopold Rosso (UMP), 2 101 voix, 42,10 %
- Robert Crauste (PS), 1 251 voix, 25,07 %
- Thierry Féline (DVD), 921 voix, 18,46 %
- Mireille Ribanier (FN), 394 voix, 7,9 %
- Jean-Luc Damour (PCF), 322 voix, 6,45 %
- Robert Bérenguier (SE), 1 voix, 0,02 %

2e tour :
- Léopold Rosso (UMP), 2 951 voix, 54,77 %
- Robert Crauste (PS), 2 437 voix, 45,23 %

### Conseillers départementaux
| Période élective | Période élective | Mandat | Mandat   | Identité                 | Nuance | Nuance | Qualité |
| ---------------- | ---------------- | ------ | -------- | ------------------------ | ------ | ------ | --- |
| 2015             | 2021             | 2015   | 2021     | Caroline Breschit        |        | UDI    | Assistante de direction Première adjointe au maire d'Aimargues (2014-2020), conseillère municipale (opposition) depuis 2020 |
| 2015             | 2021             | 2015   | 2021     | Léopold Rosso            |        | LR     | Retraité de l'enseignement Conseiller municipal du Grau-du-Roi (2014-2020)                                                  |
| 2021             | 2028             | 2021   | en cours | Laurence Barduca Fauquet |        | DIV    | Adjointe au maire de Gallargues-le-Montueux                                                                                 |
| 2021             | 2028             | 2021   | en cours | Robert Crauste           |        | DIV    | Médecin, maire du Grau-du-Roi, ancien conseiller régional (2004-2015)                                                       |

### Résultats détaillés

#### Élections de juin 2021
Le premier tour des élections départementales de 2021 est marqué par un très faible taux de participation (33,26 % au niveau national). Dans le canton d'Aigues-Mortes, ce taux de participation est de 34,25 % (10 179 votants sur 29 721 inscrits) contre 33,46 % au niveau départemental. À l'issue de ce premier tour, deux binômes sont en ballottage : Yvette Flaugere et Anthony Leroy (RN, 34,29 %) et Laurence Barduca Fauquet et Robert Crauste (Divers, 28,74 %).
Le second tour des élections est marqué une nouvelle fois par une abstention massive équivalente au premier tour. Les taux de participation sont de 34,36 % au niveau national, 34,93 % dans le département et 36,14 % dans le canton d'Aigues-Mortes. Laurence Barduca Fauquet et Robert Crauste (Divers) sont élus avec 55,79 % des suffrages exprimés (5 702 voix pour 10 743 votants et 29 724 inscrits),,.
Robert Crauste et Laurence Barduca-Fauquet siègent dans la majorité départementale.

## Composition

### Composition avant 2015

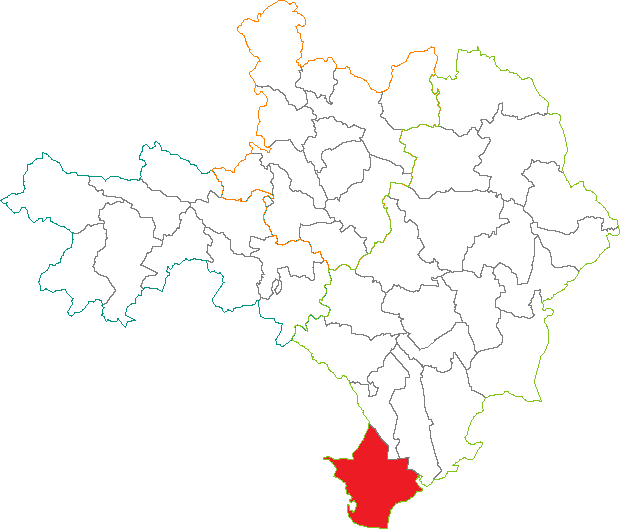
Situation du canton d'Aigues-Mortes dans le département du Gard avant 2015.

Le canton regroupait trois communes.
| Nom                       | Code Insee | Codepostal | Superficie (km2) | Population (dernière pop. légale) | Densité (hab./km2) |
| ------------------------- | ---------- | ---------- | ---------------- | --------------------------------- | ------------------ |
| Aigues-Mortes (chef-lieu) | 30003      | 30220      | 57,78            | 8 565 (2012)                      | 148                |
| Le Grau-du-Roi            | 30133      | 30240      | 54,73            | 8 498 (2012)                      | 155                |
| Saint-Laurent-d'Aigouze   | 30276      | 30220      | 89,81            | 3 343 (2012)                      | 37                 |

### Composition à partir de 2015
Le nouveau canton d'Aigues-Mortes comprend sept communes entières.
| Nom                                   | Code Insee | Intercommunalité         | Superficie (km2) | Population (dernière pop. légale) | Densité (hab./km2) | Modifier                                    |
| ------------------------------------- | ---------- | ------------------------ | ---------------- | --------------------------------- | ------------------ | ------------------------------------------- |
| Aigues-Mortes (bureau centralisateur) | 30003      | CC Terre de Camargue     | 57,78            | 8 707 (2022)                      | 151                | modifier les données · modifier les données |
| Aimargues                             | 30006      | CC de Petite Camargue    | 26,48            | 5 806 (2022)                      | 219                | modifier les données · modifier les données |
| Aubais                                | 30019      | CC Rhôny Vistre Vidourle | 11,79            | 2 938 (2022)                      | 249                | modifier les données · modifier les données |
| Le Cailar                             | 30059      | CC de Petite Camargue    | 30,01            | 2 566 (2022)                      | 86                 | modifier les données · modifier les données |
| Gallargues-le-Montueux                | 30123      | CC Rhôny Vistre Vidourle | 10,89            | 3 615 (2022)                      | 332                | modifier les données · modifier les données |
| Le Grau-du-Roi                        | 30133      | CC Terre de Camargue     | 54,73            | 8 513 (2022)                      | 156                | modifier les données · modifier les données |
| Saint-Laurent-d'Aigouze               | 30276      | CC Terre de Camargue     | 89,81            | 3 651 (2022)                      | 41                 | modifier les données · modifier les données |
| Canton d'Aigues-Mortes                | 3001       |                          | 281,49           | 35 796 (2022)                     | 127                | modifier les données                        |

## Démographie

### Démographie avant 2015
| 1962  | 1968  | 1975   | 1982   | 1990   | 1999   | 2006   | 2011   | 2012   |
| ----- | ----- | ------ | ------ | ------ | ------ | ------ | ------ | ------ |
| 8 428 | 9 413 | 10 222 | 10 354 | 12 575 | 14 625 | 18 159 | 20 191 | 20 406 |

### Démographie depuis 2015
En 2022, le canton comptait 35 796 habitants, en évolution de +3,31 % par rapport à 2016 (Gard : +2,97 %, France hors Mayotte : +2,11 %).
| 2013   | 2018   | 2022   |
| ------ | ------ | ------ |
| 33 691 | 35 016 | 35 796 |